# 德宣
德宣（？—？），汉军，是一名清朝政治人物、工书画，鉴赏。
德宣曾于1827年接替杨承湛任南汇县知县一职，1828年由常恩接任。